# Niên đại phát triển của Phật giáo
Biểu thời gian hay niên biểu này đưa ra một bản tường thuật trực quan về Phật giáo từ ngày đức Phật Tất-đạt-đa Cồ-đàm ra đời đến nay.

## Niên đại phát triển các truyền thống Phật giáo chính
| Biểu thời gian: Phát triển và truyền bá truyền thống Phật giáo (khoảng từ 450 TCN – 1300 )   |                                |                   |                      |                                                                   |                                                                   |                      |                  |                |                |                |        |  |
|                                                                                              |                                |                   |                      |                                                                   |                                                                   |                      |                  |                |                |                |        |  |
|                                                                                              | 450 TCN                        | 450 TCN           | 250 TCN              | 100                                                               | 100                                                               | 500                  | 500              | 700            | 800            | 800            | 1200   |  |
|                                                                                              |                                |                   |                      |                                                                   |                                                                   |                      |                  |                |                |                |        |  |
| Ấn Độ                                                                                        | Phật giáo Nguyên thủy          |                   |                      |                                                                   |                                                                   |                      |                  |                |                |                |        |  |
| Ấn Độ                                                                                        | Phật giáo Nguyên thủy          | Phật giáo Bộ phái | Phật giáo Bộ phái    | Phật giáo Bộ phái                                                 | Phật giáo Bộ phái                                                 | Đại thừa             | Đại thừa         | Kim cương thừa | Kim cương thừa | Kim cương thừa |        |  |
| Ấn Độ                                                                                        | Phật giáo Nguyên thủy          | Phật giáo Bộ phái | Phật giáo Bộ phái    | Phật giáo Bộ phái                                                 | Phật giáo Bộ phái                                                 |                      |                  |                |                |                |        |  |
| Ấn Độ                                                                                        | Phật giáo Nguyên thủy          |                   |                      |                                                                   |                                                                   |                      |                  |                |                |                |        |  |
| Ấn Độ                                                                                        | Phật giáo Nguyên thủy          |                   |                      |                                                                   |                                                                   |                      |                  |                |                |                |        |  |
|                                                                                              |                                |                   |                      |                                                                   |                                                                   |                      |                  |                |                |                |        |  |
| Sri Lanka & Đông Nam Á                                                                       |                                |                   |                      |                                                                   |                                                                   |                      |                  |                |                |                |        |  |
| Thượng tọa bộ                                                                                |                                |                   |                      |                                                                   |                                                                   |                      |                  |                |                |                |        |  |
|                                                                                              |                                |                   |                      |                                                                   |                                                                   |                      |                  |                |                |                |        |  |
|                                                                                              |                                |                   |                      |                                                                   |                                                                   |                      |                  |                |                |                |        |  |
| Phật giáo Tây Tạng                                                                           |                                |                   |                      |                                                                   |                                                                   |                      |                  | Nyingma        | Nyingma        |                |        |  |
| Phật giáo Tây Tạng                                                                           |                                |                   |                      |                                                                   |                                                                   |                      |                  | Nyingma        | Nyingma        |                |        |  |
| Phật giáo Tây Tạng                                                                           | Kadam                          |                   |                      |                                                                   |                                                                   |                      |                  | Nyingma        | Nyingma        |                |        |  |
| Phật giáo Tây Tạng                                                                           | Kagyu                          |                   |                      |                                                                   |                                                                   |                      |                  | Nyingma        | Nyingma        |                |        |  |
| Phật giáo Tây Tạng                                                                           | Dagpo                          |                   |                      |                                                                   |                                                                   |                      |                  | Nyingma        | Nyingma        |                |        |  |
| Phật giáo Tây Tạng                                                                           | Sakya                          |                   |                      |                                                                   |                                                                   |                      |                  | Nyingma        | Nyingma        |                |        |  |
| Phật giáo Tây Tạng                                                                           | Jonang                         |                   |                      |                                                                   |                                                                   |                      |                  | Nyingma        | Nyingma        |                |        |  |
|                                                                                              |                                |                   |                      |                                                                   |                                                                   |                      |                  |                |                |                |        |  |
| Phật giáo Đông Á                                                                             |                                |                   |                      | Bộ phái (Phật giáo Nam truyền) và Đại thừa (Phật giáo Bắc truyền) | Bộ phái (Phật giáo Nam truyền) và Đại thừa (Phật giáo Bắc truyền) |                      | Tangmi           | Tangmi         | Tangmi         | Tangmi         | Tangmi |  |
| Phật giáo Đông Á                                                                             |                                | Nara (Rokushū)    | Nara (Rokushū)       | Bộ phái (Phật giáo Nam truyền) và Đại thừa (Phật giáo Bắc truyền) | Bộ phái (Phật giáo Nam truyền) và Đại thừa (Phật giáo Bắc truyền) | Shingon              | Shingon          | Shingon        |                |                |        |  |
| Phật giáo Đông Á                                                                             | Chan                           |                   |                      | Bộ phái (Phật giáo Nam truyền) và Đại thừa (Phật giáo Bắc truyền) | Bộ phái (Phật giáo Nam truyền) và Đại thừa (Phật giáo Bắc truyền) |                      |                  |                |                |                |        |  |
| Phật giáo Đông Á                                                                             | Thiền, Seon                    |                   |                      | Bộ phái (Phật giáo Nam truyền) và Đại thừa (Phật giáo Bắc truyền) | Bộ phái (Phật giáo Nam truyền) và Đại thừa (Phật giáo Bắc truyền) |                      |                  |                |                |                |        |  |
| Phật giáo Đông Á                                                                             |                                | Zen               |                      | Bộ phái (Phật giáo Nam truyền) và Đại thừa (Phật giáo Bắc truyền) | Bộ phái (Phật giáo Nam truyền) và Đại thừa (Phật giáo Bắc truyền) |                      |                  |                |                |                |        |  |
| Phật giáo Đông Á                                                                             | Thiên Thai / Tịnh Độ           |                   |                      | Bộ phái (Phật giáo Nam truyền) và Đại thừa (Phật giáo Bắc truyền) | Bộ phái (Phật giáo Nam truyền) và Đại thừa (Phật giáo Bắc truyền) |                      |                  |                |                |                |        |  |
| Phật giáo Đông Á                                                                             | Tendai                         |                   |                      | Bộ phái (Phật giáo Nam truyền) và Đại thừa (Phật giáo Bắc truyền) | Bộ phái (Phật giáo Nam truyền) và Đại thừa (Phật giáo Bắc truyền) |                      |                  |                |                |                |        |  |
| Phật giáo Đông Á                                                                             | Nichiren                       |                   |                      | Bộ phái (Phật giáo Nam truyền) và Đại thừa (Phật giáo Bắc truyền) | Bộ phái (Phật giáo Nam truyền) và Đại thừa (Phật giáo Bắc truyền) |                      |                  |                |                |                |        |  |
| Phật giáo Đông Á                                                                             | Jōdo-shū                       |                   |                      | Bộ phái (Phật giáo Nam truyền) và Đại thừa (Phật giáo Bắc truyền) | Bộ phái (Phật giáo Nam truyền) và Đại thừa (Phật giáo Bắc truyền) |                      |                  |                |                |                |        |  |
|                                                                                              |                                |                   |                      |                                                                   |                                                                   |                      |                  |                |                |                |        |  |
| Trung Á                                                                                      |                                |                   | Phật giáo Hy Lạp hóa | Phật giáo Hy Lạp hóa                                              | Phật giáo Hy Lạp hóa                                              | Phật giáo Hy Lạp hóa |                  |                |                |                |        |  |
| Trung Á                                                                                      |                                |                   |                      |                                                                   |                                                                   |                      |                  |                |                |                |        |  |
| Trung Á                                                                                      | Phật giáo qua Con đường tơ lụa |                   |                      |                                                                   |                                                                   |                      |                  |                |                |                |        |  |
|                                                                                              |                                |                   |                      |                                                                   |                                                                   |                      |                  |                |                |                |        |  |
|                                                                                              | 450 TCN                        | 450 TCN           | 250 TCN              | 100                                                               | 100                                                               | 500                  | 500              | 700            | 800            | 800            | 1200   |  |
| \| \| Chỉ dẫn: \| \| = Thượng tọa bộ \| \| = Đại thừa \| \| = Kim cương thừa \| \| = Khác \| |                                |                   |                      |                                                                   |                                                                   |                      |                  |                |                |                |        |  |
|                                                                                              | Chỉ dẫn:                       |                   | = Thượng tọa bộ      |                                                                   | = Đại thừa                                                        |                      | = Kim cương thừa |                | = Khác         |                |        |  |